# Природне очищення стічних вод
Приро́дне очи́щення стічни́х во́д збага́чувальних фа́брик відбувається в басейнах-сховищах, де під дією сили ваги тверда фаза відходів осаджується, а прояснений злив через водозабірні пристрої безперервно відкачується на збагачувальну фабрику і використовується як оборотна вода або частково скидається у природні водойми (якщо вода задовольняє нормам ГДК).
Видалення грубодисперсних частинок, які містяться у стічних водах, здійснюють за одну або дві стадії: за першу — відділяють на решітках і ситах найбільш крупні частинки, за другу (або одну стадію) — відстоюванням у полі сил тяжіння і відцентрових сил видаляють тонкі частинки. Для збільшення швидкості осадження тонких частинок у стічні води додають коагулянти і флокулянти. Крім відстоювання води від механічних домішок, у басейнах-сховищах відбувається розкладення шкідливих домішок, що містяться в стічних водах. Згідно з Правилами охорони поверхневих вод від забруднення, концентрація шкідливих речовин не повинна перевищувати 0,25 мг/л для водойм господарсько-питного значення і 0,75 мг/л для водойм рибогосподарського значення.
При відстоюванні у басейні-сховищі під дією температури, кисню повітря, сонячної радіації, біологічних та інших факторів концентрація реагентів у стічних водах зменшується. У басейні-сховищі протікають фізико-хімічні процеси, у результаті яких у стоках знижується вміст міді, цинку, свинцю, ціанідів, ксантогенатів і рН середовища.
Зниження рН середовища обумовлене взаємодією стоків з вуглекислим газом повітря. Так, за 5 — 6 діб рН середовища зменшується з 10 — 10,5 до 7,5 — 8. В усіх випадках спостерігається зниження окиснювання і зменшення концентрації реагентів. Зниження концентрації ціанідів у стічних водах пояснюється їх вивітрюванням у вигляді синильної кислоти, що обумовлено зниженням рН середовища, а також їх біологічним окисненням. Феноли руйнуються повільно і тільки влітку. Швидкість розкладення ксантогенатів залежить від їхнього спиртового радикалу. Ксантогенати з малим радикалом (наприклад, етилові) розкладаються швидше, ніж ксантогенати з великим радикалом. Ксантогенати окиснюються киснем повітря, розчиненим у рідкій фазі стоків. У басейні-сховищі відбувається розкладення дитіофосфатів, поверхнево-активних речовин та інших реагентів.
Таким чином, басейни-сховища є не тільки акумуляційними, але й очисними спорудами. Якщо після відстоювання в басейні-сховищі вміст шкідливих домішок у проясненій воді перевищує гранично допустиму концентрацію (ГДК), то вона спрямовується на додаткове очищення.